# 관양도서관
관양도서관은 경기도 안양시에 있는 도서관이다.

## 연혁
- 2013년 1월 관양도서관 건립계획 수립
- 2015년 9월 29일 공사 착공
- 2016년 3월 21일 준공
- 2016년 6월 13일 안양시립관양도서관 개관

## 이용 안내
이용 시간
휴관일